# Two Deaths
Two Deaths is een Britse dramafilm uit 1995 onder regie van Nicolas Roeg.

## Verhaal
Dokter Daniel Pavenic organiseert tijdens de opstand in Roemenië een jaarlijkse bijeenkomst in zijn woning in Boekarest. Door de sociale onrust komen er maar drie gasten opdagen. Ze gaan in discussie en Daniel gaat over tot de bekentenis van een moord.

## Rolverdeling
| Acteur           | Personage              |
| ---------------- | ---------------------- |
| Sônia Braga      | Ana Puscasu            |
| Patrick Malahide | George Bucsan          |
| Ion Caramitru    | Carl Dalakis           |
| Sevilla Delofski | Ilena                  |
| Nickolas Grace   | Marius Vernescu        |
| Michael Gambon   | Daniel Pavenic         |
| Ravil Isjanov    | Luitenant              |
| Matt Terdre      | Leon                   |
| John Shrapnel    | Cinca                  |
| Karl Tessler     | Roberto Constantin     |
| Lisa Orgolini    | Jonge Ana              |
| Niall Refoy      | Jonge Pavenic          |
| Andrew Tiernan   | Kapitein Jorgu         |
| Rade Šerbedžija  | Kolonel George Lapadus |
| Laura Davenport  | Marta                  |